# شهرستان هنگسونگ
شهرستان هنگسونگ (به کره‌ای: 횡성군) یک شهرستان در شمال‌شرق کره جنوبی (مرکز شبه‌جزیره کره) است که در تابعیت استان گانگوون قرار دارد.
شهرستان هنگسونگ ۹۹۷٫۷۱ کیلومتر مربع مساحت و ۴۶٬۰۱۰ نفر جمعیت دارد.

## تاریخ
پس از استقلال کره از ژاپن در سال ۱۹۴۵ میلادی، این کشور به دو نیمه تقسیم شد. مرز بین دو کره در آن زمان، مدار ۳۸ درجه شمالی در نظر گرفته شده بود. این مدار از میان استان (تاریخی) گانگوون عبور می‌کند. در نتیجه استان گانگوون به نیمهٔ شمالی و نیمهٔ جنوبی تقسیم شد. با این وجود، تمامی اراضی این شهرستان، در جنوب این مدار قرار گرفتند، و در تبعیت استان (جنوبی) گانگوون قرار گرفت.
در شروع جنگ کره و در روزهای اول درگیری در تابستان سال ۱۹۵۰ میلادی، هوئنگ‌سونگ و وون‌جو از اولین مناطقی بودند که شاهد کشتارهای جمعی مخالفان و زندانیان سیاسی به دست قوای کره جنوبی بودند. در این منطقه حداقل ۱۷۰ نفر زندانی سیاسی (کمونیست یا مشکوک به کمونسیت) از زندان‌ها تخلیه شده و توسط «کیم مان‌شیک»، افسر پلیس کره جنوبی اعدام فراقانونی شدند.
در ماه ژوئیه سال ۱۹۷۳ میلادی روستای «سانگ‌چانگ‌بونگ» از «قصبهٔ نام‌(جنوبی)»، شهرستان هونگ‌چون جدا شده و به «قصبهٔ گونگ‌گون» در این شهرستان پیوست.
در همین تاریخ، سه روستای «جوگوک»، «سِنگون»، و «نامسان» از قصبهٔ اوچون به قصبهٔ هوئنگ‌سونگ  پیوستند.
در همین تاریخ، ۷ روستای «جونگ‌گوم»، «سانجون»، «سانگده»، «سانگهاگا»، «هاده»، «هاگونگ»، «یونگدون»، از قصبهٔ آنهونگ به قصبهٔ اوچون پیوستند. در همین تاریخ، روستای «گونگ‌جونگ» از قصبهٔ آنهونگ، و روستای «ته‌گی» از قصبهٔ گاپچون به قصبه دونّه پیوستند.
در همین تاریخ، سه روستای «گاپچون»، «گوشی»، «یوپیونگ» از قصبهٔ گاپچون به قصبهٔ چونگیل پیوستند، و در عوض، ۶ روستای «بیونگجی‌بانگ»، «جونچون»، «چودونگ»، «ده‌گوانده»، «سامگوری»، «یولدونگ» از قصبهٔ چونگیل به قصبهٔ گاپچون ضمیمه شدند.
در ماه مه ۱۹۷۹، قصبهٔ هوئنگ‌سونگ، مرکز این شهرستان، به «شهرک» ارتقاء یافت.
در فوریه سال ۱۹۸۳، سه روستای «آپگوک» [압곡리]، «سان‌هیون» [산현리]، و «مه‌هو» [매호리] از قصبهٔ سوون در این شهرستان جدا شده و به «قصبهٔ هوجو» [호저면] در شهرستان وون‌سونگ پیوستند.
در همین تاریخ، دو روستای «جونگام» و «چودونگ» از قصبهٔ اوچون به شهرک هوئنگ‌سونگ  پیوستند.
در آوریل سال ۱۹۸۹ میلادی، قصبهٔ گانگنیم با جدایی از قصبهٔ آنهونگ تاسیس شد.

## تقسیمات اداری
شهرستان هوئنگ‌سونگ به ۱ شهرک و ۸ قصبهٔ تابعه تقسیم شده است. در تابعیت این تقسیمات اداری، در مجموع ۱۱۰ عدد روستا وجود دارد.
|                |                |        |                               |                               |                      |            |        |  |  |  |
| نام            | کره‌ای (هانگول) | هانجا  | برگردان لاتین (نظام اصلاح‌شده) | برگردان لاتین (مک‌کیون–ریشاور) | مساحت (کیلومتر مربع) | جمعیت-۲۰۲۵ | خانوار |  |  |  |
| شهرک هوئنگ‌سونگ | 횡성읍         | 橫城邑 | Hoengseong-eup                | Hoengsŏng-ŭp                  | ۷۲٫۴۱                | ۲۰٬۵۸۴     | ۹٬۶۷۵  |  |  |  |
| قصبه آنهونگ    | 안흥면         | 安興面 | Anheung-myeon                 | Anhŭng-myŏn                   | ۹۶٫۳۵                | ۳٬۱۴۸      | ۱٬۵۷۱  |  |  |  |
| قصبه اوچون     | 우천면         | 隅川面 | Ucheon-myeon                  | Uch'ŏn-myŏn                   | ۹۴٫۸۰                | ۴٬۳۴۹      | ۲٬۴۵۸  |  |  |  |
| قصبه چونگیل    | 청일면         | 晴日面 | Cheongil-myeon                | Ch'ŏngil-myŏn                 | ۱۳۳٫۶۳               | ۲٬۳۸۰      | ۱٬۴۴۵  |  |  |  |
| قصبه دونّه      | 둔내면         | 屯內面 | Dunnae-myeon                  | Tunnae-myŏn                   | ۱۲۸٫۰۴               | ۵٬۹۱۰      | ۳٬۳۶۶  |  |  |  |
| قصبه سوون      | 서원면         | 書院面 | Seowon-myeon                  | Sŏwŏn-myŏn                    | ۱۲۳٫۴۳               | ۲٬۰۳۶      | ۱٬۱۴۵  |  |  |  |
| قصبه گاپجون    | 갑천면         | 甲川面 | Gapcheon-myeon                | Kapch'ŏn-myŏn                 | ۱۲۳٫۳۵               | ۲٬۴۶۰      | ۱٬۴۹۰  |  |  |  |
| قصبه گانگنیم   | 강림면         | 講林面 | Gangnim-myeon                 | Kangnim-myŏn                  | ۱۲۳٫۴۳               | ۱٬۷۵۱      | ۱٬۰۶۱  |  |  |  |
| قصبه گونگ‌گون   | 공근면         | 公根面 | Gonggeun-myeon                | Konggŭn-myŏn                  | ۱۲۹٫۳۰               | ۳٬۳۹۲      | ۱٬۹۶۷  |  |  |  |

### لیست روستاها
شهرک هوئنگ‌سونگ 
| - اوپسانگ (읍상리، Eupsang‑ri) - اوپها (읍하리، Eupha‑ri) - اوکدونگ (옥동리، Okdong‑ri) - ایپسوک (입석리، Ipseok‑ri) - بانگوک (반곡리، Bangok‑ri) - بوکچون (북천리، Bukcheon‑ri) - جوگوک (조곡리، Jogok‑ri) - جونگام (정암리، Jeongam‑ri) - چودونگ (추동리، Chudong‑ri) | - چونگیونگ (청용리، Cheongyong‑ri) - سِنگون (생운리، Saengun‑ri) - سونگ‌جون (송전리، Songjeon‑ri) - گادام (가담리، Gadam‑ri) - گالپونگ (갈풍리، Galpung‑ri) - گوک‌گیو (곡교리، Gokgyo‑ri) - گونگ‌چون (궁천리، Gungcheon‑ri) - گه‌جون (개전리، Gaejeon‑ri) - گیوهانگ (교항리، Gyohang‑ri) | - ماسان (마산리، Masan‑ri) - مائوک (마옥리، Maok‑ri) - موپیونگ (모평리، Mopyeong‑ri) - موک‌گیه (묵계리، Mukgye‑ri) - نامسان (남산리، Namsan‑ri) - نه‌جی (내지리، Naeji‑ri) - هاک‌گوک (학곡리، Hakgok‑ri) - یونگ‌یونگ‌پیونگ (영영포리، Yeongyeongpo‑ri) |

قصبه آنهونگ
| - آنهونگ (안흥리، Anheung‑ri) - جیگو (지구리، Jigu‑ri) - سانگان (상안리، Sangan‑ri) | - سوسا (소사리، Sosa‑ri) - سونگسان (성산리، Seongsan‑ri) - سونگهان (송한리، Songhan‑ri) | - گاچون (가천리، Gacheon‑ri) |

قصبه اوچون
| - اوون (오원리، Owon‑ri) - اوهانگ (우항리، Uhang‑ri) - بِکدال (백달리، Baekdal‑ri) - بوپجو (법주리، Beopju‑ri) - دوگوک (두곡리، Dugok‑ri) | - جونگ‌گوم (정금리، Jeonggeum‑ri) - سانجون (산전리، Sanjeon‑ri) - سانگده (상대리، Sangdae‑ri) - سانگهاگا (상하가리، Sanghaga‑ri) - مونام (문암리، Munam‑ri) | - هاده (하대리، Hadae‑ri) - هاگونگ (하궁리، Hagung‑ri) - یانگجوک (양적리، Yangjeok‑ri) - یونگدون (용둔리، Yongdun‑ri) |

قصبه چونگیل
| - بونگ‌میونگ (봉명리، Bongmyeong‑ri) - چوندانگ (춘당리، Chundang‑ri) - چوهیون (초현리، Chohyeon‑ri) | - سوکشیل (속실리، Soksil‑ri) - شینده (신대리، Sindae‑ri) - گاپچون (갑천리، Gapcheon‑ri) | - گوشی (고시리، Gosi‑ri) - یوپیونگ (유평리، Yupyeong‑ri) - یودونگ (유동리، Yudong‑ri) |

قصبه دونّه
| - اویونگ (우용리، Uyong‑ri) - ته‌گی (태기리، Taegi‑ri) - جاپوگوک (자포곡리، Japogok‑ri) - جوهانگ (조항리، Johang‑ri) - دون‌بانگ‌نه (둔방내리، Dunbangnae‑ri) | - دوون (두원리، Duwon‑ri) - ساپ‌گیو (삽교리، Sapgyo‑ri) - سوکمون (석문리، Seokmun‑ri) - گونگ‌جونگ (궁종리، Gungjong‑ri) - مائام (마암리، Maam‑ri) | - هوادونگ (화동리، Hwadong‑ri) - هیون‌چون (현천리، Hyeoncheon‑ri) - یونگنانگ (영랑리، Yeongnang‑ri) |

قصبه سوون
| - آپگوک (압곡리، Apgok‑ri) - اوک‌گیه (옥계리، Okgye‑ri) | - چانگچون (창촌리، Changchon‑ri) - سوکهوا (석화리، Seokhwa‑ri) | - گومده (금대리، Geumdae‑ri) - یوهیون (유현리، Yuhyeon‑ri) |

قصبه گاپجون
| - بودونگ (부동리، Budong‑ri) - بیونگجی‌بانگ (병지방리، Byeongjibang‑ri) - پودونگ (포동리، Podong‑ri) - جونچون (전촌리، Jeonchon‑ri) - جونگ‌گوم (중금리، Junggeum‑ri) | - چودونگ (추동리، Chudong‑ri) - ده‌گوانده (대관대리، Daegwandae‑ri) - سامگوری (삼거리، Samgeori‑ri) - سانگده (상대리، Sangdae‑ri) - گوبانگ (구방리، Gubang‑ri) | - مه‌ایل (매일리، Maeil‑ri) - هاده (하대리، Hadae‑ri) - هواجون (화전리، Hwajeon‑ri) - یولدونگ (율동리، Yuldong‑ri) |

قصبه گانگنیم
| - بوگوک (부곡리، Bugok‑ri) | - گانگنیم (강림리، Gangrim‑ri) | - وول‌هیون (월현리، Wolhyeon‑ri) |

قصبه گونگ‌گون
| - اودون (어둔리، Eodun‑ri) - اوسان (오산리، Osan‑ri) - بوچانگ (부창리، Buchang‑ri) - چانگ‌بونگ (창봉리، Changbong‑ri) - چونگ‌گوک (청곡리، Cheonggok‑ri) - چوون (초원리، Chowon‑ri) | - دوکچون (덕촌리، Deokchon‑ri) - دوگوک (도곡리، Dogok‑ri) - سامبه (삼배리، Sambae‑ri) - سانگ‌چانگ‌بونگ (상창봉리، Sangchangbong‑ri) - سانگدونگ (상동리، Sangdong‑ri) - سوبِک (수백리، Subaek‑ri) | - شینچون (신촌리، Sinchon‑ri) - گاگوک (가곡리، Gagok‑ri) - گونگ‌گون (공근리، Gonggeun‑ri) - مه‌گوک (매곡리، Maegok‑ri) - هاک‌دام (학담리، Hakdam‑ri) - هِنگ‌جونگ (행정리، Haengjeong‑ri) |